# Подбрђе (Поповача)
Подбрђе је насељено место у општини Поповача, у Мославини, Хрватска, пре нове територијалне организације у саставу бивше велике општине Кутина.

## Становништво
| Националност       | 1991.        |
| Хрвати             | 177 (94,14%) |
| Срби               | 5 (2,65%)    |
| Југословени        | 5 (2,65%)    |
| остали и непознато | 1 (0,53%)    |
| Укупно             | 188          |